# Madeline Musselman
Pour les articles homonymes, voir Musselman.
 (novembre 2016).
Si vous disposez d'ouvrages ou d'articles de référence ou si vous connaissez des sites web de qualité traitant du thème abordé ici, merci de compléter l'article en donnant les références utiles à sa vérifiabilité et en les liant à la section « Notes et références ».
Madeline Musselman est une joueuse américaine de water-polo née le 16 juin 1998 à Newport Beach. Avec l'équipe des États-Unis, elle a remporté la médaille d'or des tournois féminins aux Jeux olympiques d'été de 2016 à Rio de Janeiro et de 2020 à Tokyo.